# Nero (Computerspiel)
Nero (für „Neuro Evolving Robotic Operatives“) ist ein 2003 von der Universität Austin (Texas) entwickeltes Computerspiel, das Forschung im Gebiet des maschinellen Lernens durch einen sogenannten neuro-evolutionären Algorithmus verwirklichte. Das ursprüngliche Projekt wurde unter anderem auch von der National Science Foundation unterstützt. Seit 2010 wird das Projekt unter dem Titel OpenNERO weitergeführt.
Der Algorithmus NEAT, der von Ken Stanley entwickelt worden ist, wurde unter der freien GNU General Public License veröffentlicht. Das Computerspiel Nero war die erste Anwendung dieses erweiterten Algorithmus.
Im Spiel trainiert man Roboter, die für ihr Handeln vom Spieler entweder eine positive oder eine negative Bewertung bekommen. Gut bewertete virtuelle Genkonfigurationen haben eine höhere Chance, bei der simulierten Evolution mit einem anderen Gen verschmolzen zu werden.
Die Version 2.0 verwendet die Game-Engine Torque von GarageGames. Die Simulation wird in einer 3D-Landschaftsumgebung dargestellt, in deren in einer zweiten Stufe Kämpfe der Roboter kontrolliert werden können. 